# David Lischka
David Lischka, né le 15 août 1997 en Tchéquie, est un footballeur tchèque qui joue au poste de défenseur central au Banik Ostrava.

## Biographie

### Carrière en club

#### Débuts
Formé au FC Hlučín (en) puis au FK Jablonec, il débute en pro lors de son prêt en deuxième division tchèque, au Banik Ostrava, pour la première partie de la saison 2016-2017, où il joue en tout deux matchs de Coupe de Tchéquie, et trois matchs de championnat. Il part en prêt pour la seconde partie de saison au FK Varnsdorf, où il joue 13 matchs et marque un but. Il est ensuite prêté une troisième fois pour six mois, cette fois au MFK Karviná. C'est avec ce club qu'il fait ses débuts dans l'élite du football tchèque, en disputant son premier match de První Liga face au FK Mladá Boleslav, le 13 août 2017 (1-1). Il retourne finalement à Jablonec au 1er janvier 2018, et fait ses débuts avec son club formateur un peu plus d'un mois plus tard, le 17 février, en étant titularisé lors d'une victoire de son équipe face au FK Teplice (2-1). Il inscrit son premier but quelques jours plus tard, le 23 février, pour son deuxième match seulement, donnant la victoire à son équipe en marquant le seul but du match face à Dukla Prague. À partir de là, il gagne une place de titulaire dans l'effectif du FK Jablonec.

#### Sparta Prague
Le 20 juin est annoncé le transfert de David Lischka à l'AC Sparta Prague.
Il joue son premier match pour le Sparta le 15 septembre 2019, lors d'une rencontre de championnat face au FC Fastav Zlín. Il est titularisé et son équipe l'emporte par deux buts à zéro.

#### Retour au Banik Ostrava
Le 29 juin 2021, David Lischka fait son retour au Banik Ostrava, il est prêté pour une saison par le Sparta Prague, avec option d'achat. Il joue son premier match depuis son retour le 24 juillet 2021, lors de la première journée de la saison 2021-2022 face au FK Jablonec, son ancien club. Il est titulaire et son équipe s'incline (1-0). Il se fait remarquer lors de la journée suivante, le 1er août 2021 contre le FC Fastav Zlín en marquant deux buts, contribuant à la large victoire des siens (5-1 score final),.
Le 12 janvier 2022, David Lischka quitte définitivement le Sparta Prague pour s'engager avec le Banik Ostrava. Il signe un contrat de quatre ans et demi,.

### En sélection nationale
Avec les moins de 19 ans, il participe aux éliminatoires du championnat d'Europe des moins de 19 ans en 2015 puis en 2016. 
David Lischka joue son premier match avec l'équipe de Tchéquie espoirs le 31 août 2017, face à la Turquie, rencontre qui se termine sur un match nul. Il marque son premier but avec les espoirs face à la Croatie le 23 mars 2018 et les Tchèques s'imposent 2-1. Par la suite, le 31 mai 2018, il porte le brassard de capitaine lors d'un match contre l'Autriche.